# Municipio de Highland (condado de Tama)
El municipio de Highland (en inglés: Highland Township) es un municipio ubicado en el condado de Tama en el estado estadounidense de Iowa. En el año 2010 tenía una población de 214 habitantes y una densidad poblacional de 2,29 personas por km².

## Geografía
El municipio de Highland se encuentra ubicado en las coordenadas 41°54′21″N 92°42′27″O / 41.90583, -92.70750. Según la Oficina del Censo de los Estados Unidos, el municipio tiene una superficie total de 93.31 km², de la cual 93,31 km² corresponden a tierra firme y (0 %) 0 km² es agua.

## Demografía
Según el censo de 2010, había 214 personas residiendo en el municipio de Highland. La densidad de población era de 2,29 hab./km². De los 214 habitantes, el municipio de Highland estaba compuesto por el 98,6 % blancos, el 0,47 % eran asiáticos, el 0,47 % eran de otras razas y el 0,47 % eran de una mezcla de razas. Del total de la población el 0,93 % eran hispanos o latinos de cualquier raza.